# 勞動檢查法
《勞動檢查法》是一部中華民國法律，旨在透過勞動檢查員書面、實地檢查事業單位的勞動條件、職業安全衛生是否符合法律規範，以保障勞工權益。這部法律最初於1931年2月10日，由當時尚未遷臺的國民政府公布施行，名為《工廠檢查法》；期間曾於1935年修正部分條文，1993年為配合社會經濟發展，由行政院勞工委員會提案大修《工廠檢查法》，並改名為《勞動檢查法》。立法院則於1992年1月6日完成委員會審查，1月7日通過二、三讀，成為現行《勞動檢查法》的基礎。